# ムスタファ・アブドルジャリル
ムスタファー・ムハンマド・アブドゥルジャリール（アラビア語: مصطفى عبد الجليل, ラテン文字転写: Muṣṭafā Muhammad Abd Al-Jalīl,Mostafa Mohamed Abdeljalil、1952年 - ）は、リビアの政治家。ムアンマル・アル＝カッザーフィー政権下で司法書記（法務大臣に相当）を務めたが、2011年リビア内戦の初期における反政府運動に対する政府の対応に抗議し辞任した。司法書記の時代には、リビアにおける様々な人権侵害に反対する姿勢が報じられてきた。
反政府運動の中でカダフィ政権に見切りをつけてベンガジに拠点を置くリビア国民評議会の議長に就任し、国民評議会が解散した2012年8月8日まで事実上のリビアの元首の地位にあった。

## 経歴
1975年にリビア大学（アラビア語およびイスラム学専攻）を卒業後、ベイダ検察庁に勤務。1978年には判事に任命された。
2007年に司法書記に任命される前のアブドルジャリルは、一貫して体制側に相反する判決を下すことで知られる判事だった。反政府デモ発生後の2011年2月21日、司法書記を辞任。

## メディアで報じられた動向

### 2010年以前
2010年8月、ヒューマン・ライツ・ウォッチ代表は、アブドルジャリルが「伝えられるところによれば、恣意的な逮捕、そして裁判なき勾留の延長に反対する強い姿勢をとった」という事実を賞賛し、次のように述べている。

法務大臣はこの囚人グループに対して非常に良い姿勢をとった。法廷で無罪判決が出ているにもかかわらず囚人の拘束を継続する治安機関を公然と批判した。本当の問題は、国内治安機関と内務省が裁判所の命令を無視しているということだ。

2010年11月に発行された新聞では、アムネスティ・インターナショナルが次のように同様に述べている 。

少なくとも200人の人間が、刑期を終えたか、もしくは裁判所より無罪を言い渡されたにもかかわらず拘束されたままである。ムスタファ・アブドルジャリル法務大臣はこれら囚人の釈放を公式に要求したが、彼らを拘留している国内治安機関は要請に従うことを拒んでいる。アブドルジャリル法務大臣は、国内治安機関には調査の義務を免除されているので、不正調査を行うよう命令することができないと述べた。内務省だけが免除を取り消すことができるが、常にそうすることを拒否してきたとも述べた。

ヒューマン・ライツ・ウォッチは同じ見解を、2010年度の国際連合における国際連合人権理事会の普遍的定期的審査(UPR)に提起した。

### 2011年リビア内戦
反政府運動の最中の2011年2月21日、個人新聞クリナ（現在はYosberidesに改名）が、「反政府運動に対し、必要以上の暴力を使用した」という理由で法務大臣を辞任したと報じた。
2月22日、スウェーデンの新聞「Expressen」のインタビュー記事にて、1988年のパンアメリカン航空103便爆破事件はカッザーフィーが直接指令したと述べた。2月24日にはアルジャジーラに対し、リビアのエイズ感染事件の責任は完全にカッザーフィー政権にあると発言。
その後ベンガジへ向かい、2月24日には野党政治家、元陸軍士官、そして東部の都市アルバイダの部族長を交えた会合を主宰した。2月26日、ベンガジを拠点とする反カザフィの暫定政権「リビア国民評議会」の設立を宣言した。
アブドルジャリル自身の知名度もあって、3月5日には周辺の自治政権からも革命派のリーダーとして認められるようになった。
8月22日、リビア国民評議会は首都トリポリをほぼ制圧。8月24日にはカダフィの本拠地であるトリポリのバーブ・アジジャ地区も陥落させ、この結果、カダフィ政権は崩壊した。アブドルジャリルは国民評議会の本部をトリポリに移し、速やかな政権移行をはかることとなった。
2012年7月には国民議会選挙が実施され、正式政府発足への道筋をつけた後の8月8日にリビア国民評議会は解散。国民議会のムハンマド・アリー・サリーム暫定議長に形式的にではあるが権限を移譲した。